# Apostolische Nuntiatuur voor Suriname
De Apostolische Nuntiatuur voor Suriname is de diplomatieke vertegenwoordiging van de Katholieke Kerk in Suriname. De nuntius heeft de rang van ambassadeur. De nuntius resideert in Port of Spain, Trinidad.

## Lijst van nuntii voor Suriname
- Aartsbisschop Eugenio Sbarbaro (13 juli 1994 – 26 april 2000)
- Aartsbisschop Emil Paul Tscherrig (20 januari 2001 – 22 mei 2004)
- Aartsbisschop Thomas Edward Gullickson (15 december 2004 – 21 mei 2011)
- Aartsbisschop Nicola Girasoli (29 oktober 2011 – 16 juni 2017)
- Aartsbisschop Fortunatus Nwachukwu (9 maart 2018 - 17 december 2021)
- Aartsbisschop Santiago De Wit Guzmán (sinds 30 juli 2022)